# Grotta di Qesem
La grotta di Qesem è un sito archeologico del Paleolitico inferiore, situato a 12 km ad est di Tel Aviv, in Israele. I primi umani occuparono il sito da 382.000 fino a circa 200.000 anni fa.
La grotta ha attirato un'attenzione considerevole nel dicembre 2010, quando i rapporti suggerivano che gli archeologi israeliani e spagnoli avevano trovato la più antica prova degli esseri umani anatomicamente moderni (Homo sapiens). I divulgatori scientifici hanno sottolineato che la copertura dei media aveva erroneamente riportato la relazione scientifica, facendo disinformazione.
Carl Zimmer, divulgatore scientifico, ha detto: "Da nessuna parte nella loro conclusione gli autori affermano che questi denti appartengono a Homo sapiens, in nessun luogo si dice che abbiano appena raddoppiato l'età della nostra specie, da nessuna parte si dice che la nostra specie si sia evoluta nel Vicino Oriente, anziché in Africa."
La caccia selettiva di grossa selvaggina veniva regolarmente eseguita seguita da macelleria delle parti di carcassa desiderate per il trasporto in una residenza, per la condivisione del cibo e la successiva cottura.